# Іванов Олексій Володимирович (хокеїст)
Олексій Володимирович Іванов (рос. Алексей Владимирович Иванов; 5 січня 1985, м. Тинда, СРСР) — російський хокеїст, центральний нападник. Виступає за «Дизель» (Пенза) у Вищій хокейній лізі.
Вихованець хокейної школи «Локомотив» (Ярославль). Виступав за: «Локомотив-2» (Ярославль), «Салават Юлаєв» (Уфа), ХК «Рибінськ», «Лондон Найтс» (ОХЛ), «Торонто Сент-Майклс Мейджорс» (ОХЛ), «Хімік-СКА» (Новополоцьк), «Газовик» (Тюмень), «Енергія» (Кемерово), «Зауралля» (Курган), ХК «Бєлгород».
У складі юніорської збірної Росії учасник чемпіонату світу 2003.